# 宜春門
宜春門，俗稱大東門，始建于1376年，位于東城墙的南段，为明太原府八大门之一。初名来春，后改宜春，清代亦称大东门。后演化为地区和街巷名。

## 位置
宜春門位於今太原市杏花嶺區，建設北路，向南經府東街通往火車站地區。